# Komarica (Serbia)
Komarica (cyr. Комарица) – wieś w Serbii, w okręgu jablanickim, w gminie Vlasotince. W 2011 roku liczyła 123 mieszkańców.